# Trancecore
La trancecore è un genere musicale frutto dell'unione fra la trance e la techno hardcore, utilizzato impropriamente anche come sinonimo di electronicore.
Da un punto di vista dialettico risulta abbastanza difficile la distinzione della trancecore, in quanto trance e hardcore sono catalogabili singolarmente in diversi modi e sottogeneri. Ad oggi, poche produzioni possono rientrare effettivamente in questo genere.

## Caratteristiche
Nasce e si sviluppa principalmente in Inghilterra da molti dei vecchi artisti della happy hardcore delle origini. In particolare, aiutano a far nascere e dar forma al genere i celebri deejay della famosa compilation: Bonkers. Caratteristica di questa musica è uno stile simile, per alcuni versi, alla happycore, anche se perde completamente i suoi connotati tipici "giocosi" e le "cheese vocals" femminili, in favore di melodie più complesse.
Si distingue dalla parente hard trance per un suono molto più veloce e aggressivo della tipica cassa hardcore. La trancecore è parente stretta della freeform hardcore: i due generi non hanno differenze evidenti e gli artisti spesso sono gli stessi e/o collaborano tra di loro. La differenza che distingue questi due generi è che la trancecore mantiene in genere delle melodie "sognanti", mentre la freeform tende a sonorità più sconnesse e ossessive prive di "traguardo".